# 짐네시아드
짐네시아드(Gymnasiade, World Gymnasiade)는 국제 학교 스포츠 연맹이 주관하는 학생 종합 스포츠 경기 대회이다.

## 역대 대회
| 대회   | 개최 도시          | 개최국         | 개최 기간            | 참가국 | 참가 선수 |
| ------ | ------------------ | -------------- | -------------------- | ------ | --------- |
| 1974년 | 비스바덴           | 서독           |                      |        |           |
| 1976년 | 오를레앙           | 프랑스         |                      |        |           |
| 1978년 | 이즈미르           | 튀르키예       |                      |        |           |
| 1980년 | 토리노             | 이탈리아       |                      |        |           |
| 1982년 | 릴                 | 프랑스         |                      |        |           |
| 1984년 | 피렌체             | 이탈리아       |                      |        |           |
| 1986년 | 니스               | 프랑스         |                      |        |           |
| 1988년 | 바르셀로나         | 스페인         |                      |        |           |
| 1990년 | 브루게             | 벨기에         |                      |        |           |
| 1994년 | 니코시아           | 키프로스       |                      |        |           |
| 1998년 | 상하이             | 중화인민공화국 |                      |        |           |
| 2002년 | 캉                 | 프랑스         | 5월 27일 ~ 6월 3일   | 35     | 2000      |
| 2006년 | 아테네, 테살로니키 | 그리스         | 6월 26일 ~ 7월 3일   | 37     |           |
| 2009년 | 도하               | 카타르         | 12월 7일 ~ 12월 12일 | 42     | 1,249     |
| 2013년 | 브라질리아         | 브라질         |                      |        |           |
| 2016년 | 트라브존           | 튀르키예       |                      |        |           |
| 2018년 | 라바트             | 모로코         |                      |        |           |

## 같이 보기
- 청소년 올림픽
- 유니버시아드